# Wielka Piaśnica
Wielka Piaśnica (kaszb. Wielgô Piôsznica lub też Wielgô Piôsznic, niem. Groß Piasnitz) – wieś kaszubska w Polsce położona w województwie pomorskim, w powiecie puckim, w gminie Puck nad rzeką Piaśnicą, niedaleko Wejherowa. Wieś jest częścią składową sołectwa Domatówko. Na północ od Wielkiej Piaśnicy znajduje się Jezioro Dobre.
Inne miejscowości o nazwie Piaśnica: Mała Piaśnica, Piaśnica

## Historia
Łącznie na obszarze lasów piaśnickich, obejmującym ok. 250 km², wymordowano w przeciągu kilku miesięcy (w latach 1939-1940) od 12000 do 14000 ludzi: mężczyzn, kobiet i dzieci. Piaśnica była największym – po obozie koncentracyjnym Stutthof – miejscem kaźni ludności polskiej na Pomorzu w okresie II wojny światowej. Wśród rozstrzelanych znaleźli się m.in. zwykli cywile, propolscy działacze (walczący o polskość Pomorza i Kaszub, a także lekarze, inteligencja, nauczyciele czy duchowni), ludzie budujący miasto i port Gdynia oraz osoby narodowości polskiej sprowadzone z głębi Rzeszy. Wydarzenia te są czasem nazywane „pomorskim Katyniem” lub „Kaszubską Golgotą”.
W tym miejscu oddział SS pod dowództwem Kurta Einmanna rozstrzelał także ok. 2000 nieuleczalnie chorych osób, głównie narodowości niemieckiej, umieszczonych w szpitalach psychiatrycznych na Pomorzu Zachodnim.
W odległości ok. 1 km na południe od wsi, przy szosie z Wejherowa do Krokowej (droga wojewódzka nr 218) znajduje się Pomnik Ofiar Piaśnicy.